# James Burnley IV
James Horace Burnley IV, né le 30 juillet 1948 à High Point (Caroline du Nord), est un homme politique américain. Membre du Parti républicain, il est secrétaire aux Transports des États-Unis entre 1987 et 1989 dans l'administration du président Ronald Reagan.